# Franc Cukala
Franc Ksaver Cukala, slovenski rimskokatoliški duhovnik, * 1. december 1878, Gomilsko, † 7. oktober 1964, Maribor.

## Življenje in delo
Rodil se je v kmečki družini očetu Francu st. in materi Julijani (rojena Sovinek). Po končani gimnaziji v Celju je v Celovcu študiral bogoslovje in bil 1902 posvečen v duhovnika, nato  nadaljeval teološke študije v Gradcu ter 1907 doktoriral. Leta 1920 je nastopil službo župnika v Ravnah na Koroškem, 1923 pa postal dekan za Mežiško dolino. Njegovo delo se je osredotočilo na uveljavljenje krščanskih načel v zasebnem in javnem življenju. Do 1918 je sodeloval pri političnih in gospodarskih društvih Koroških Slovencev in se aktivno udeleževal politično organizacijskega dela v okviru SLS. V letih 1912–1919 je kot župnik v Podkloštru vodil stanovsko prosvetno družbo duhovnikov v Ziljski in Kanalski dolini. Od 1908–1912 je bil odbornik Mohorjeve družbe in od 1921–27 kot njen predsednik prispeval k selitvi Celovške MD s Prevalj v Celje. V Prevaljah je ustanovil Družbo krščanskih mater za vzgojo otrok in Družbo krščanske dobrodelnosti. Cukala je bil več let dopisnik Mira v katerem je objavljal članke in vesti politične in socialne vsebine. 
Leta 1926 je bil Cukala imenovan za mariborskega stolnega kanonika in ravnatelja mariborskega bogoslovja ter si prizadeval za dograditev le-tega) 1934 je postal dekan stolnega kapitlja, nekaj let kasneje papeški hišni prelat. Po vojni je bil 4 leta (zadnji) generalni vikar škofa Ivana Jožefa Tomažiča, od 1946 tudi stolni prošt in do 1961 ravnatelj škofijske pisarne. Leta 1959 ga je papež povzgidnil v apostolskega protonotarja.  
Močno se je udejstvoval na socilano-karitativnem področju med vojnama, koje predsedoval karitativni zvezi lavantinske škofije (do 1946). Velik pečat je pustil tudi kot predsednik Celjske Mohorjeve družbe po letu 1945 vse do svoje smrti.